# Abiola Dauda
Abiola Dauda (Lagos, 3 februari 1988) is een van oorsprong Nigeriaans voetballer die in 2013 de Zweedse nationaliteit kreeg. Hij speelt bij voorkeur als aanvaller.  

## Carrière

### Kalmar FF
Dauda belandde in 2008 bij Kalmar FF. Daarvoor speelde hij in eigen land bij Grassroot Highlanders. In 2006 werden de kwaliteiten van Dauda opgemerkt door de Zweedse club Sölvesborgs GoIF. De aanvaller maakte indruk als veel scorende spits en wekte zodoende de interesse van Kalmar. In zijn eerste jaren in Kalmar wisselde Dauda tussen de reservebank en een basisplaats. In het seizoen 2012 was hij echter onomstreden als spits van de club. In 25 wedstrijden maakte hij veertien doelpunten. Daarmee werd hij vierde op de lijst met topscorers. Aan het einde van het seizoen besloot Dauda Kalmar FF te verlaten.

### Rode Ster Belgrado
Op 8 februari 2013 werd bekend dat Dauda zijn carrière zou vervolgen bij Rode Ster Belgrado. In twee seizoenen speelde hij 31 competitieduels, waarin hij vijftien doelpunten maakte. In 2014 sloot hij met Belgrado het seizoen af als landskampioen.

### Vitesse
Op 24 juli 2014 werd bekend dat Dauda zijn carrière zou voortzetten bij Vitesse. Hij tekende in Arnhem een contract voor drie seizoenen.
Op 16 augustus 2014 maakte hij zijn debuut bij het eerste elftal in de thuiswedstrijd tegen SC Cambuur, als invaller in de 90ste minuut voor Valeri Qazaishvili.

### Heart of Midlothian
Op 1 februari 2016 werd Dauda door Vitesse verhuurd aan Heart of Midlothian tot het einde van het lopende seizoen.

## Griekenland en Turkije
In januari 2017 vertrok hij naar Atromitos FC. Medio 2018 werd hij verkocht aan Giresunspor.

## Clubstatistieken
| Seizoen         | Club                 |                      | Competitie      | Competitie | Competitie | Beker | Beker | Internationaal | Internationaal | Overig | Overig | Totaal | Totaal |
| Seizoen         | Club                 | Duels                | Competitie      | Goals      | Duels      | Goals | Duels | Goals          | Duels          | Goals  | Duels  | Goals  |        |
| --------------- | -------------------- | -------------------- | --------------- | ---------- | ---------- | ----- | ----- | -------------- | -------------- | ------ | ------ | ------ | ------ |
| 2008            | Kalmar FF            | Vlag van Zweden      | Allsvenskan     | 21         | 5          |       |       | 5              | 3              | 0      | 0      | 26     | 8      |
| 2009            | Kalmar FF            | Vlag van Zweden      | Allsvenskan     | 28         | 7          |       |       | 1              | 0              | 1      | 0      | 30     | 7      |
| 2010            | Kalmar FF            | Vlag van Zweden      | Allsvenskan     | 29         | 5          | 3     | 0     | 4              | 1              |        |        | 36     | 6      |
| 2011            | Kalmar FF            | Vlag van Zweden      | Allsvenskan     | 26         | 2          | 3     | 2     | –              | –              |        |        | 29     | 4      |
| 2012            | Kalmar FF            | Vlag van Zweden      | Allsvenskan     | 25         | 14         | 1     | 1     | 6              | 3              |        |        | 32     | 18     |
| 2012/13         | Rode Ster Belgrado   | Vlag van Servië      | Superliga       | 11         | 4          | 0     | 0     | 0              | 0              |        |        | 11     | 4      |
| 2013/14         | Rode Ster Belgrado   | Vlag van Servië      | Superliga       | 20         | 11         | 3     | 2     | 4              | 0              |        |        | 27     | 13     |
| 2014/15         | Vitesse              | Vlag van Nederland   | Eredivisie      | 16         | 6          | 2     | 0     | –              | –              | 0      | 0      | 18     | 6      |
| 2015/16         | Vitesse              | Vlag van Nederland   | Eredivisie      | 11         | 3          | 0     | 0     | 0              | 0              | –      | –      | 11     | 3      |
| 2015/16         | →Heart of Midlothian | Vlag van Schotland   | Premiership     | 13         | 5          | 2     | 0     | –              | –              | –      | –      | 15     | 5      |
| 2016/17         | Vitesse              | Vlag van Nederland   | Eredivisie      | 1          | 0          | 0     | 0     | –              | –              |        |        | 1      | 0      |
| 2016/17         | Jong Vitesse         | Vlag van Nederland   | Tweede divisie  | 6          | 7          | –     | –     | –              | –              |        |        | 6      | 7      |
| 2017/18         | Atromitos            | Vlag van Griekenland | Super League    | 28         | 9          | 6     | 0     | 0              | 0              | 0      | 0      | 34     | 9      |
| 2018/19         | Giresunspor          | Vlag van Turkije     | 1.Lig           | 25         | 11         | 3     | 1     | 0              | 0              | 0      | 0      | 28     | 12     |
| 2019/20         | AE Larissa           | Vlag van Griekenland | Super League    | 12         | 2          | 2     | 0     | 0              | 0              | 0      | 0      | 14     | 2      |
| 2019/20         | Panetolikos          | Vlag van Griekenland | Super League    | 12         | 6          | 1     | 1     | 0              | 0              | 0      | 0      | 13     | 7      |
| 2020/21         | Apollon Smyrnis      | Vlag van Griekenland | Super League    | 28         | 5          | 1     | 1     | 0              | 0              | 0      | 0      | 29     | 6      |
| Carrière totaal | Carrière totaal      | Carrière totaal      | Carrière totaal | 312        | 102        | 26    | 8     | 20             | 7              | 1      | 0      | 360    | 109    |

## Littekens
Dauda heeft onder beide ogen een verticaal litteken. Dit zijn familietekens die vlak na zijn geboorte opzettelijk werden aangebracht.